# Saunders Severn
Saunders Severn là một loại tàu bay hai tầng cánh dự định dành cho nhiệm vụ tuần tra hàng hải. Chỉ có 1 chiếc được chế tạo.

## Tính năng kỹ chiến thuật
Dữ liệu lấy từ London 1988, tr. 85
Đặc điểm tổng quát
- Kíp lái: 5
- Chiều dài: 64 ft 6 in (19.66 m)
- Sải cánh: 88 ft 0 in (26.82 m)
- Chiều cao: 19 ft 3 in (5.87 m)
- Diện tích cánh: 1,557 ft2 (144.7 m2)
- Trọng lượng rỗng: 14.800 lb (6.713 kg)
- Trọng lượng có tải: 22.000 lb (9.980 kg)
- Động cơ: 3 × Bristol Jupiter XIFP, 480 hp (358 kW) mỗi chiếc

Hiệu suất bay
- Vận tốc cực đại: 126 mph (203 km/h)
- Vận tốc hành trình: 96 mph (154 km/h)
- Thời gian bay: 6 giờ
- Trần bay: 8.930 ft (2.722 m)
- Vận tốc lên cao: 590 ft/min (3 m/s)

Vũ khí trang bị
- 3× súng máy Lewis.303 in (7,7 mm)
- 4 quả bom 550 lb (250kg) hoặc 8 quả bom 230 lb (104 kg)